# Sterdyń (gmina)
Sterdyń – gmina wiejska w województwie mazowieckim, w powiecie sokołowskim. W latach 1975–1998 gmina położona była w województwie siedleckim.
Siedziba gminy to Sterdyń (do 30 grudnia 1999 pod nazwą Sterdyń-Osada).
Według danych z 30 czerwca 2004 gminę zamieszkiwało 4596 osób.

## Struktura powierzchni
Według danych z roku 2002 gmina Sterdyń ma obszar 130,03 km², w tym:
- użytki rolne: 74%
- użytki leśne: 18%

Gmina stanowi 11,49% powierzchni powiatu.

## Demografia

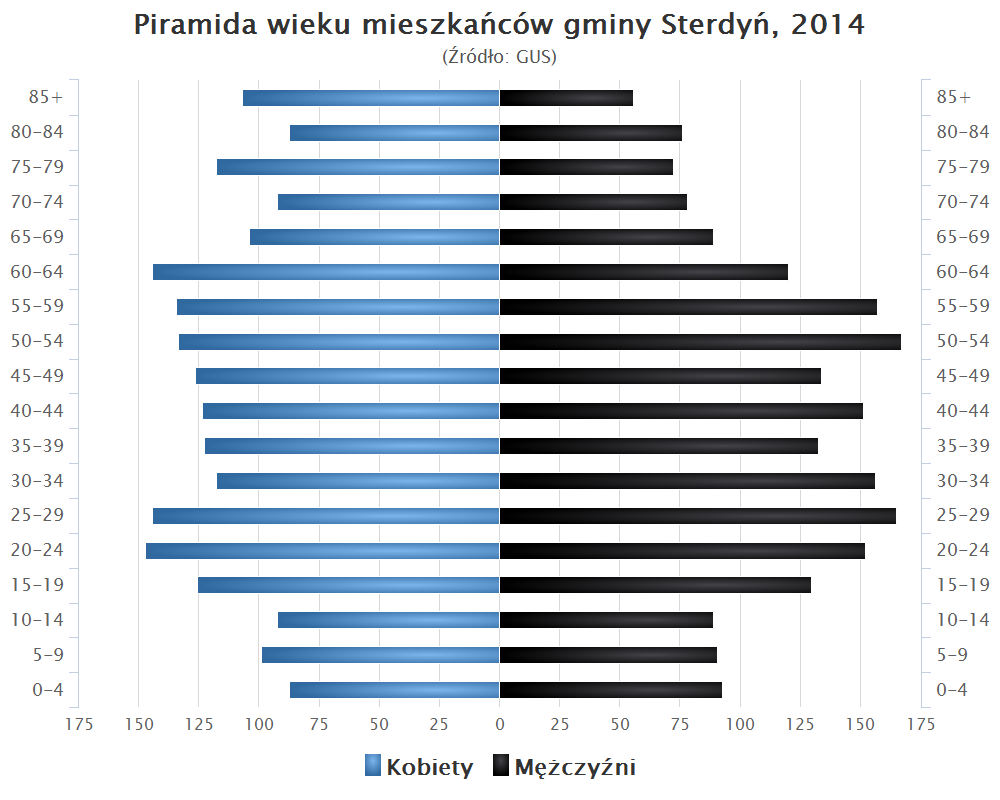
Piramida wieku mieszkańców gminy Sterdyń w 2014 roku

Dane z 30 czerwca 2004:
| Opis                              | Ogółem | Ogółem | Kobiety | Kobiety | Mężczyźni | Mężczyźni |
| --------------------------------- | ------ | ------ | ------- | ------- | --------- | --------- |
| jednostka                         | osób   | %      | osób    | %       | osób      | %         |
| populacja                         | 4596   | 100    | 2288    | 49,8    | 2308      | 50,2      |
| gęstość zaludnienia (mieszk./km²) | 35,3   | 35,3   | 17,6    | 17,6    | 17,7      | 17,7      |

## Sołectwa
Białobrzegi, Chądzyń, Dzięcioły Bliższe, Dzięcioły Dalsze, Dzięcioły-Kolonia, Golanki, Grądy, Kamieńczyk, Kiełpiniec, Kolonia Paderewek, Kuczaby, Lebiedzie, Lebiedzie-Kolonia, Łazów, Łazówek, Matejki, Nowe Mursy, Nowy Ratyniec, Paderewek, Paulinów, Seroczyn, Seroczyn-Kolonia, Sewerynówka, Stare Mursy, Stary Ratyniec, Stelągi, Stelągi-Kolonia, Sterdyń, Szwejki, Zaleś.
Pozostałe miejscowości podstawowe Borki, Kolonia Kamieńczykowska i Kiezie.

## Sąsiednie gminy
Ceranów, Ciechanowiec, Jabłonna Lacka, Kosów Lacki, Nur, Sabnie,